# Encuesta de opinión deliberativa
Una encuesta de opinión deliberativa, a veces llamada encuesta deliberativa, es una forma de encuesta de opinión realizada antes y después de una deliberación significativa. El profesor James S. Fishkin, de la Universidad de Stanford, describió el concepto por primera vez en 1988. La encuesta de opinión deliberativa típica toma una muestra aleatoria y representativa de ciudadanos y los involucra en la deliberación sobre temas actuales o cambios de políticas propuestos a través de discusiones en grupos pequeños y conversaciones con expertos que compiten entre sí para crear una opinión pública más informada y reflexiva. Se han realizado encuestas deliberativas en todo el mundo, incluidos experimentos recientes para realizar debates virtuales en Estados Unidos, Hong Kong, Chile, Canadá y Japón.

## Proceso
El Laboratorio de Democracia Deliberativa de la Universidad de Stanford describió su proceso como:
1. Primero se encuesta a una muestra aleatoria y representativa sobre el/los tema(s).
2. Se invita a los miembros de la muestra a reunirse para discutir los temas (en línea o en persona).
3. Se envían a los participantes materiales informativos cuidadosamente equilibrados y también se ponen a disposición del público (junto con otros aspectos de las deliberaciones).
4. Los participantes hablan con expertos y líderes políticos competidores y formulan preguntas que desarrollan en debates en grupos pequeños con moderadores capacitados.
5. La muestra se vuelve a sondear (con un cuestionario privado) sobre las mismas preguntas originales. Los cambios de opinión resultantes representan las conclusiones a las que el público probablemente llegaría si tuviera la oportunidad de participar en el proceso deliberativo. Al medir tanto antes como después de los juicios, los responsables de las políticas y los medios de comunicación tienen una mejor comprensión del proceso y sus impactos en los participantes.[4]

Fishkin sostiene que durante la deliberación, los debates deben tender a la igualdad política, donde la voz de todos reciba la misma consideración. Esto se puede lograr mediante debates que:
- están respaldadas por afirmaciones razonablemente veraces,
- dan espacio para argumentos tanto a favor como en contra de la propuesta,
- los participantes se mantengan educados y escuchen a los demás.
- se centren en el mérito de los argumentos y
- se cubra una amplia gama de perspectivas de sectores sustanciales de la población.

Desde una perspectiva logística, las encuestas de opinión deliberativas presentan similitudes significativas con otras reuniones deliberativas, tales como las asambleas de ciudadanos. Existen un par de aspectos en los que las encuestas deliberativas pueden presentar diferencias. En primer lugar, una encuesta deliberativa incluye entre 100 y 200 participantes, lo que permite asegurar que la muestra sea estadísticamente significativa. En segundo lugar, el enfoque de las encuestas deliberativas radica en evaluar el cambio de opinión que ocurre tras la exposición a nueva información y el debate, en lugar de buscar puntos en común de acuerdo o propuestas políticas específicas. El objetivo es permitir al investigador obtener una estimación confiable de las preferencias de los ciudadanos tanto en su estado actual como después de un extenso proceso de deliberación sobre un tema. Los experimentos en encuestas en línea utilizando un moderador de IA llevaron a los autores del estudio a concluir que el modelo de IA probado fue tan eficaz como los moderadores humanos según las evaluaciones de los participantes, lo que permitió realizar encuestas con mayor frecuencia a un costo reducido. Si bien las deliberaciones en persona deberían pagar el cuidado de los niños, los lugares, los moderadores, los hoteles y los estipendios para lograr una muestra representativa, las deliberaciones en línea parecen necesitar solamente ofrecer mayor ancho de banda, soporte técnico, dispositivos más nuevos y un estipendio menor a los participantes.

## Ejemplos

### En línea
En 2019, el Deliberative Democracy Lab y el Helena Group lanzaron America in One Room, una encuesta deliberativa de una muestra representativa de 526 estadounidenses sobre diversos temas. Los resultados de las encuestas revelaron que, en general, los votantes parecían moverse hacia el centro después de su experiencia, con un efecto que duró al menos un año después de la reunión en persona. Posteriormente se realizaron encuestas deliberativas en línea en grupos de 10 personas utilizando un moderador de IA.

### En persona
A mediados y finales de la década de 2000, el equipo de Fishkin seleccionó una muestra representativa del municipio costero chino de Zeguo (población 120.000) en Wenling. Se realizaron votaciones deliberativas durante un período de uno a tres días, tras los cuales se implementaron las recomendaciones. La mayoría de los relatos consideraron que el proyecto piloto fue exitoso y permitió ampliar su alcance más allá de los proyectos de obras públicas a un proceso que determinaba el presupuesto cada año.
Entre 1996 y 1998, Fishkin dirigió encuestas de opinión deliberativas para empresas de servicios eléctricos en Texas como parte del proceso integrado de planificación de recursos del estado. Se observó un cambio significativo en el porcentaje de participantes que estuvo de acuerdo en que valía la pena invertir mayores costos en eficiencia energética y recursos renovables. Estos hallazgos llevaron a un estándar más alto para la cartera de energía renovable, cambiando el enfoque de las empresas de servicios públicos hacia la eficiencia energética y las energías renovables, lo que resultó en un porcentaje relativamente alto de energía eólica en comparación con otros estados.

## Impactos

### Sobre los tomadores de decisiones
Las encuestas deliberativas pueden servir como un importante mecanismo de aportación de información en las fases iniciales del proceso de formulación de políticas. Fishkin no recomienda el uso de encuestas deliberativas para cada preocupación pública. Por ejemplo, las medidas de crisis que exigen decisiones instantáneas pueden no ser apropiadas. Sin embargo, aboga por utilizarlo para la mayoría de las tareas, lo que podría incluir la contratación de gestores de crisis.
Algunos, como Lafont, consideran que una votación en la que todos puedan participar es más legítima que una selección aleatoria de los tomadores de decisiones. Fishkin cree que una vez que la mayoría de los escépticos experimenten un proceso deliberativo bien administrado, lo encontrarán más legítimo que las elecciones. Ambos creen que la legitimidad mejora si el público puede ver todos los aportes (incluidos los materiales informativos) que llevaron a la decisión, de modo que otros puedan participar en el razonamiento a favor y en contra para saber si sus opiniones fueron escuchadas de manera justa. Dado que tanto la dinámica de grupo como las personalidades de los participantes pueden desempeñar un papel importante en la producción de diferentes resultados de los debates, la implementación es importante para una deliberación legítima y exitosa.

### Sobre los participantes
Los participantes pueden llegar a aprender y apreciar las circunstancias e intereses de los argumentos en competencia a través de debates y deliberaciones prolongados. Esto se puede lograr mediante:
1. Asignar aleatoriamente a los participantes en grupos pequeños y
2. contar con moderadores imparciales que aseguren que se cubran todos los argumentos principales a favor y en contra de las principales opciones políticas.[1]

A medida que los participantes se involucran más y adquieren más conocimientos, se espera que surjan conclusiones reflexivas que conduzcan a una mejor calidad de la opinión pública. Fishkin ha descubierto que si las personas piensan que su voz realmente importa en la cuestión en cuestión, entonces estudiarán el material, harán preguntas difíciles y pensarán por sí mismos, y aproximadamente el 70% cambiará de opinión en el proceso. Además, también se espera que dicha encuesta pueda ayudar a aumentar la deliberación entre todos los miembros del público. Esto llevó a Fishkin y al profesor de Derecho de Yale Bruce Ackerman a proponer un feriado nacional llamado Día de la Deliberación para permitir a los votantes reunirse en grupos grandes y pequeños para discutir cuestiones políticas.